# Embia silvestrii
Embia silvestrii är en insektsart som beskrevs av Davis 1940. Embia silvestrii ingår i släktet Embia och familjen Embiidae. Inga underarter finns listade i Catalogue of Life.